# Robert Archibald
Robert Michael Archibald Jr. (Paisley, Escòcia, 29 de març de 1980 - Illinois, Estats Units, 23 de gener de 2020) va ser un jugador de bàsquet escocès. Amb 2,12 metres d'alçada, jugava en la posició de pivot.

## Carrera esportiva
Va jugar durant quatre temporades amb els Fighting Illini de la Universitat d'Illinois. Va ser triat en la 31a posició del Draft del 2002 pels Memphis Grizzlies, on només va jugar en 12 partits. Va ser rookie a l'equip de Memphis compartint equip amb Pau Gasol. A l'any següent va ser traspassat, juntament amb Brevin Knight i Cezary Trybanski als Phoenix Suns, però només va jugar un partit abans de ser enviat a Orlando Magic a canvi d'una futura ronda del draft. Allà tot just va jugar 4 minuts en un únic partit, abans de ser enviat a Toronto Raptors, on va acabar la temporada amb unes baixes estadístiques.
Va fer el salt a Europa fitxant pel Pamesa València de la lliga ACB, on només va jugar 7 partits abans de ser tallat, fitxant llavors pel Scavolini Pesaro de la lliga italiana, on millora considerablement el seu rendiment. La temporada 2005-06 torna a l'ACB, fitxant pel DKV Joventut. A la Penya juga dues temporades, aconseguint el seu primer títol a Europa: el FIBA EuroCup de 2006 després de derrotar el Khimki BC a la final.
El 2007 es marxa a jugar a Ucraïna, tot i que torna a Espanya a la temporada següent fitxant per l'Unicaja Màlaga, per cobrir la baixa de Daniel Santiago. El 9 de juliol de 2011 fitxa pel CAI Saragossa, i es va retira després dels Jocs Olímpics d'Estiu de 2012 en què va representar a Gran Bretanya.
Va morir a Illinois, per causes que es deconeixen, el 23 de gener de 2020.